# 西宮市立鳴尾東小学校
西宮市立鳴尾東小学校（にしのみやしりつ なるおひがししょうがっこう）は、兵庫県西宮市笠屋町に所在する公立小学校。

## 沿革
- 1936年（昭和11年）8月31日 - 鳴尾東尋常小学校として創立。
- 1941年（昭和16年）4月1日 - 鳴尾東国民学校と改称。
- 1947年（昭和22年）4月1日 - 兵庫県武庫郡鳴尾東小学校と改称。
- 1951年（昭和26年）4月1日 - 鳴尾村が西宮市に編入され、西宮市立鳴尾東小学校と改称。

## 通学区域
- 笠屋町、東鳴尾町1丁目、東鳴尾町2丁目、上田東町、上田中町[1]

※卒業後は基本的に西宮市立鳴尾南中学校若しくは西宮市立浜甲子園中学校に進学する。

## 通学区域が隣接している学校
- 西宮市立高須小学校
- 西宮市立甲子園浜小学校
- 西宮市立鳴尾小学校
- 尼崎市立わかば西小学校